# Pharcidodes rubiginosus
Pharcidodes rubiginosus là một loài bọ cánh cứng trong họ Cerambycidae.